# Marjorie Reynolds
Marjorie Reynolds, född 12 augusti 1917 i Buhl, Idaho, död 1 februari 1997 i Manhattan Beach, Kalifornien, var en amerikansk skådespelare och dansare. Reynolds är främst känd för sina roller i filmen Värdshuset Fritiden och i tv-serien The Life of Riley.
Marjorie Reynolds har en stjärna på Hollywood Walk of Fame för sitt arbete inom television vid adressen 1525 Vine Street.

## Filmografi i urval
- 1942 – Värdshuset Fritiden
- 1944 – I skuggan av ett tecken
- 1944 – Svartsjuka fruar
- 1945 – Flickor, ohoj!
- 1946 – Förlåt, att jag spökar
- 1946 – Monsieur Beaucaire
- 1951 – Dödligt lik
- 1953–1958 – The Life of Riley (TV-serie)